# 최명룡
최명룡(1952년 6월 11일 ~ )은 대한민국의 전 농구 선수, 농구 감독이다.

## 학력
- 1967~1970 성동공업고등학교
- 1970~1974 한양대학교

## 경력
- 실업 산업은행 선수
- 실업 산업은행 코치
- 실업 산업은행 감독
- 1997~1999 원주 나래 블루버드 감독
- 2000~2001 대구 동양 오리온스 감독
- 한국프로농구연맹 기술위원회 위원장
- 2009~2013 한양대학교 농구부 감독
- 2013~ 한국대학농구연맹 회장

## 가족 관계
- 딸은 2003년 미스코리아 진(眞)인 최윤영이다.